# 方策安
方策安（?—?），湖北省黃州府麻城縣人，清朝政治人物、進士出身。
光緒二十年（1894年），参加光緒甲午科殿試，登進士二甲69名。同年五月，以主事分部学习。